# کارناوال ایمجنیشن
کارناوال ایمجنیشن (به انگلیسی: Carnival Imagination) یک کشتی است که طول آن ۸۵۵ فوت (۲۶۱ متر) می‌باشد. این کشتی در سال ۱۹۹۵ ساخته شد.